# Parasola hemerobia
Parasola hemerobia är en svampart som först beskrevs av Elias Fries, och fick sitt nu gällande namn av Redhead, Vilgalys & Hopple 2001. Parasola hemerobia ingår i släktet Parasola och familjen Psathyrellaceae.   Inga underarter finns listade i Catalogue of Life.